# Morige
Morige est un hameau qui fait partie de la commune de Westerwolde dans la province néerlandaise de Groningue.